# LTI – notatnik filologa
LTI – notatnik filologa – książka Victora Klemperera wydana w roku 1947, opisująca Trzecią Rzeszę poprzez studium semantyczne języka NSDAP i obyczajowości ówczesnych  totalitarnych Niemiec. Głównym przedmiotem obserwacji Klemperera była neutralizacja zła w odbiorze społecznym poprzez propagandowe manipulacje semantyczne. Przeprowadził analizę metod propagandy masowej przy monopolu informacji i nowoczesnych środkach ekspresji (radiofonia, kinematografia, prasa masowa).
Książka powstała z notatek prowadzonych przez autora w ciągu dwunastu lat istnienia III Rzeszy, także w latach wojny, gdy zagrożony wywózką do obozu zagłady przebywał w „domu żydowskim“ zamieszkałym przez Żydów ożenionych z „aryjskimi” Niemkami.
Tytuł książki – LTI – Lingua Tertii Imperii – (łac.) Język Trzeciej Rzeszy – jest parodią stosowanych powszechnie przez władze narodowosocjalistyczne akronimów jak NSDAP, KDF, HJ, BDM.
Mottem książki stało się zdanie Franza Rosenzweiga: „Sprache ist mehr als Blut“ (niem. Mowa to coś więcej niż krew). Książka liczy 36 rozdziałów. Oto wybór z jej treści:
- Rozdział 4 opisuje powieść Maxa René Hessego Partenau (1929), którą Klemperer określił jako zapowiedź charakteru Trzeciej Rzeszy.
- Rozdział 6 omawia trzy wyrazy: Strafexpedition (ekspedycja karna), Staatsakt (akt państwowy) i historisch (historyczny).
- Rozdział 8 „10 lat faszyzmu” opisuje projekcję włoskiego filmu z Duce w roli głównej i porównuje włoski faszyzm z niemieckim narodowym socjalizmem.
- Rozdział 19 „Ogłoszenia rodzinne” opisuje eufemizmy stosowane przez rodziny w nekrologach poległych na froncie, np. In stolzer Trauer (w dumnej żałobie).
- Rozdział 21 „Niemiecki korzeń“ omawia specyfikę antysemityzmu w Trzeciej Rzeszy.
- Rozdział 23 „Gdy dwóch czyni to samo” przeciwstawia nazistowskie pojęcie "Gleichschaltung" (ujednolicenia) wypowiedzi Lenina o nauczycielach – inżynierach dusz.
- Rozdział 26 „Wojna żydowska” opowiada o przesłuchaniu autora przez urzędnika Gestapo.
- Rozdział 34 „Jedna zgłoska” zwraca uwagę, że w ostatniej zwrotce pieśni „Drżą spróchniałe kości” po klęsce stalingradzkiej zmieniono Denn heute gehört uns Deutschland, und morgen die ganze Welt (Gdyż dziś należą do nas Niemcy, a jutro cały świat) na: und heute, da hört uns Deutschland, und morgen die ganze Welt (i dziś słuchają nas Niemcy, a jutro cały świat) – co zdaniem Klemperera brzmiało bardziej niewinnie.